# Susanna Mälkki

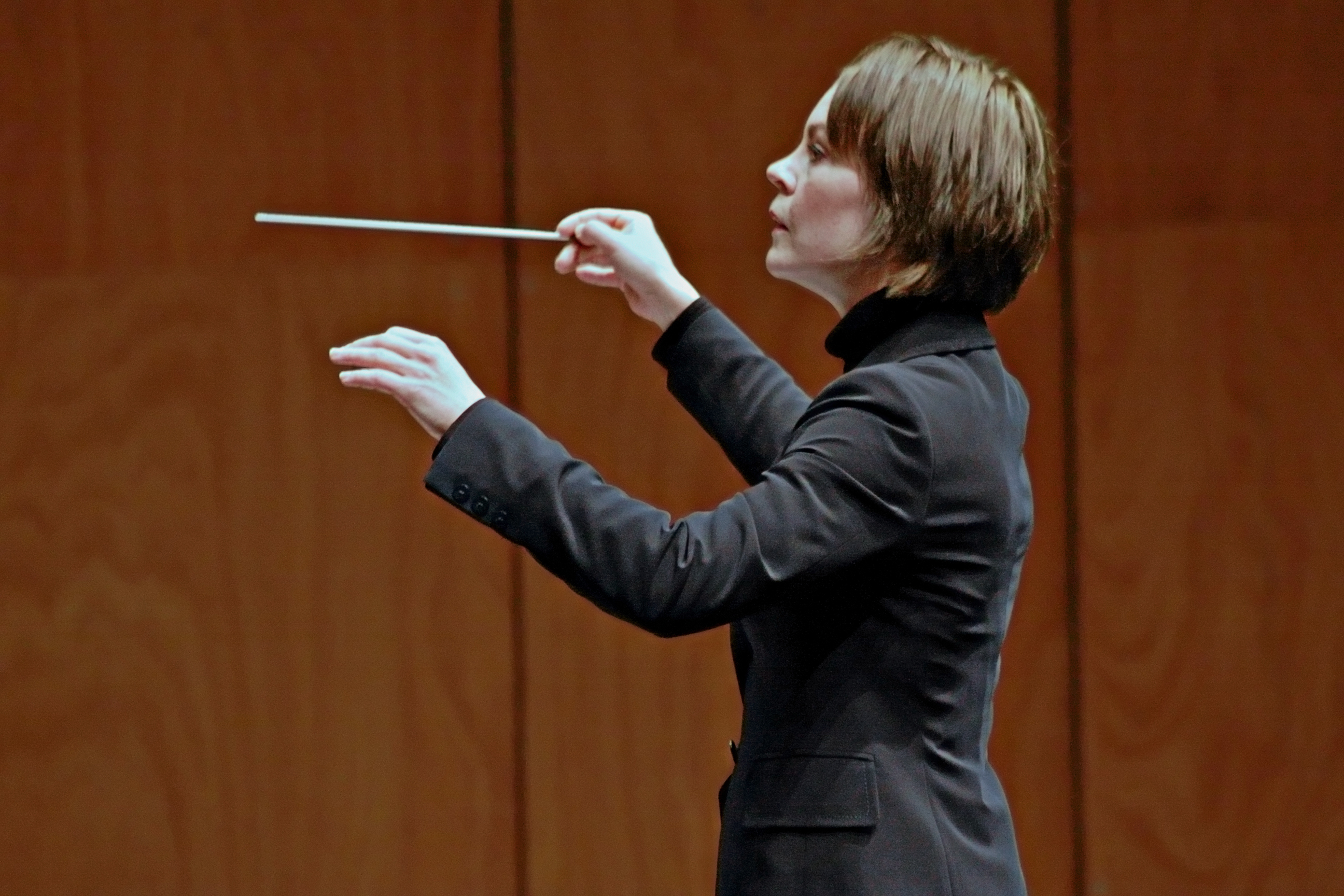
Susanna Mälkki (2008)

Susanna Mälkki (* 13. März 1969 in Helsinki) ist eine finnische Dirigentin. Sie ist Erste Gastdirigentin des Gulbenkian-Orchesters in Lissabon. Von 2016 bis 2023 war sie Chefdirigentin des Philharmonischen Orchesters Helsinki.

## Leben
Susanna Mälkki wurde zunächst als Cellistin ausgebildet und studierte anschließend Dirigieren bei Jorma Panula, Eri Klas und Leif Segerstam an der Sibelius-Akademie Helsinki und besuchte Meisterkurse bei Esa-Pekka Salonen. Von 1995 bis 1998 war sie Solo-Cellistin der Göteborger Symphoniker, bevor sie sich entschloss, sich ganz dem Dirigieren zu widmen.
Mälkki wirkte von 2002 bis 2005 als Chefdirigentin des Stavanger Symphonieorchesters. Von 2006 bis 2013 leitete sie das Pariser Ensemble intercontemporain. Als Spezialistin für Neue Musik brachte sie in dieser Zeit zahlreiche neue Kompositionen zur Uraufführung und wirkte an Musiktheaterproduktionen mit Werken von Kaija Saariaho und Morton Feldman mit. Es folgte ein Engagement als Erste Gastdirigentin des Gulbenkian-Orchesters Lissabon. 2014 wurde sie zur Chefdirigentin der Helsinkier Philharmoniker ernannt, als erste Frau in dieser Position. Ihr Vertrag lief von 2016 bis Sommer 2023. Zudem war sie von 2016 bis 2022 Erste Gastdirigentin beim Los Angeles Philharmonic.
Gastdirigate führten sie zu renommierten Orchester wie den Berliner Philharmonikern, dem Gewandhausorchester, den Münchner Philharmonikern, den Wiener Symphonikern, dem London Symphony Orchestra, London Philharmonic Orchestra, dem BBC Philharmonic Orchestra, dem BBC Scottish Symphony Orchestra, dem Chamber Orchestra of Europe, dem Concertgebouw-Orchester Amsterdam, dem Orchestre philharmonique de Radio France, den New Yorker Philharmonikern, dem Chicago Symphony Orchestra, dem Cleveland Orchestra, dem Boston Symphony Orchestra und weiteren US-amerikanischen Sinfonieorchestern. Sie war zu Gast bei Festivals wie dem Festival d’Aix-en-Provence, den Berliner Festspielen, dem Lucerne Festival und dirigierte bei den Londoner Proms.
Mälkki arbeitet auch als Operndirigentin. 1999 dirigierte sie beim Musica Nova Festival in Helsinki die skandinavische Erstaufführung von Powder Her Face von Thomas Adès und später zum Beispiel an der Finnischen Nationaloper den Rosenkavalier von Richard Strauss. Ihr Debüt an der Metropolitan Opera gab sie 2016 mit der Oper L’amour de loin von Kaija Saariaho. An diesem Opernhaus leitete sie im Jahr 2022 Strawinskys The Rake’s Progress. Weiters war sie zu Gast am Londoner Royal Opera House (britische Erstaufführung von Kaija Saariahos Innocence, 2023), am Teatro alla Scala, an der Wiener Staatsoper (Dantons Tod, Premiere 2018), an der Opéra National de Paris und am Gran Teatre del Liceu.
Zusammen mit dem Ensemble intercontemporain spielte sie zahlreiche zeitgenössische Kompositionen von Michael Jarrell, Philippe Manoury, Yann Robin, Pierre Jodlowski und Bruno Mantovani auf CD ein.
Im März 2025 meldete die Uniarts Helsinki die Berufung Susanna Mälkkis zur Professorin für Orchesterdirigieren an der Sibelius-Akademie zum 1. August 2025.

## Ehrungen
- 2008: Mitglied der Königlich Schwedischen Musikakademie
- 2010: Mitglied der Royal Academy of Music London
- 2011: Orden des Löwen von Finnland
- 2016: Ritter der Ehrenlegion[4]
- 2017: Musikpreis des Nordischen Rates
- 2023: Pacius-Preis der Schwedischen Literaturgesellschaft in Finnland